# Подводная угроза
Подводная угроза (англ. The Underwater Menace) — тридцать вторая серия британского научно-фантастического телесериала «Доктор Кто», состоящая из четырёх эпизодов, которые были показаны в период с 14 января по 7 февраля 1967 года. Два эпизода сохранились в архивах Би-би-си, а остальные два были утрачены и доступны лишь в виде реконструкций.

## Сюжет
ТАРДИС приземляется на пустынном вулканическом острове. Доктора, Бена, Полли и Джейми ловят и спускают в капсуле в глубины моря. Они становятся узниками выживших Атлантиды. Их главный священник, Лолем, объявляет их жертвами во имя богини Амдо. Но Доктор успевает позвать профессора Зарова, изобретателя технологии переработки планктона в еду, на которой и держится Атлантида, и тот прибывает как раз перед тем, как пленников собираются скормить акулам. Доктор убеждает профессора нанять его и узнаёт план по поднятию Атлантиды из глубин моря.
Джейми и Бена посылают работать в шахты, а учёный Деймон отбирает Полли для операции по превращению в одну из людей-рыб, амфибий, добывающих планктон для города. Доктор повреждает электропроводку, мешая операции. Деймон обвиняет в этом Зарова. Оказывается, Заров планирует слить мировой океан через дыру в коре, чтобы земля под водой оказалась на поверхности, но также это сгенерирует огромную массу пара, которая разорвёт Землю на части, что и является конечной целью профессора. Служанка Ара освобождает Полли, и Доктор сбегает из лаборатории.
В шахтах Бен и Джейми встречают Шона и Джеко — двух моряков, потерпевших кораблекрушение. Все четверо сбегают через секретный тоннель, который ведёт в храм Амдо, где прячется Полли. Ара защищает их, доставляя им еду и пряча от охраны. Доктор встречает священника Рамо, сопротивляющегося влиянию Зарова на Атлантиду, и предупреждает, что на самом деле Заров хочет уничтожить Атлантиду. Священник проводит Доктора к Тусу, королю Атлантиды, и тот предупреждает об опасности, но король верит Зарову и передаёт ему Доктора и Рамо в качестве пленников. Их собираются принести в жертву в храме, но Полли и другие с помощью устройств заставляют говорить статую Амдо, и Доктор вместе со священником прячутся в секретной комнате, а Лолем и другие верят, что богиня проглотила своих жертв. Лолем докладывает об этом при дворе, но Заров отвергает это, оскорбляя Амдо и заставляя сомневаться также и короля.
Доктор решает вызвать революцию, вызвав недостачу еды. Он выясняет, что еда из планктона не хранится долго, так что ему нужно просто убедить фермеров прекратить поставки. Шона и Джеко посылают подтолкнуть людей-рыб к бунту и те легко справляются с этим. Доктор и друзья отправляются захватить самого Зарова. Доктор с помощью маскировки под цыганского прорицателя отделяет профессора от охраны, и тот наконец-то захвачен друзьями Доктора. Тот говорит им, что его план неостановим, симулирует припадок и колет трезубцем Рамо, который охранял его. Тот выживает, но сильно ранен, и Заров убегает, но вернувшись ко двору со своими охранниками сталкивается с Тусом. Тот окончательно потерял веру в план поднятия Атлантиды, и Заров пристреливает его, а его охрана убивает королевскую стражу.
Доктор находит Туса в тронном зале и забирает его в тайную комнату для безопасности. Он решает затопить нижние этажи Атлантиды чтобы уничтожить реактор и лабораторию Зарова. Шон и Джеко предупреждают население Атлантиды, чтоб те перешли на верхние уровни, а Доктор и Бен режут кабели, что дестабилизирует реактор. Море начинает затапливать Атлантиду. Джейми и Полли попадают в поток, но выплывают. Шон, Джеко, Тус и Деймон сбегают с нижних уровней, но теряют Лолема, который скорее всего погибает.
Заров окончательно сходит с ума. Бен и Доктор сталкиваются с ним в руинах города. Уровень воды в лаборатории повышается, Бен запирает профессора в ловушке, чтоб он не добрался до детонатора, и тот тонет, в то время как Доктор и Бен убегают. Вскоре они воссоединяются с Полли и Джейми. Узнав, что многие жители Атлантиды выжили, включая Туса, Джеко и Шона, все четверо возвращаются на ТАРДИС. Они взлетают, но вдруг какая-то сила начинает трясти корабль и начинает швырять их по всей комнате управления.

## Трансляции и отзывы
| Эпизод            | Дата показа    | Продолжительность | Телезрители (в миллионах) | Archive                            |
| ----------------- | -------------- | ----------------- | ------------------------- | ---------------------------------- |
| «Эпизод 1»        | 14 января 1967 | 24:18             | 8,3                       | Only stills and/or fragments exist |
| «Эпизод 2»        | 21 января 1967 | 25:00             | 7,5                       | 16mm t/r                           |
| «Эпизод 3»        | 28 января 1967 | 24:09             | 7,1                       | 16mm t/r                           |
| «Эпизод 4»        | 4 февраля 1967 | 23:20             | 7                         | Only stills and/or fragments exist |
| [ 1 ] [ 2 ] [ 3 ] |                |                   |                           |                                    |